# Pierre Mulele
Pierre Mulele (Kwilu, 11 augustus 1929 – Kinshasa, 3 of 9 oktober 1968) was een Congolees rebel die een prominente rol speelde in de Simba-opstand van 1964. Eerder diende Mulele als minister van Onderwijs in het kabinet van Patrice Lumumba. Na de moord op Lumumba in januari 1961 en de arrestatie van diens erkende plaatsvervanger, Antoine Gizenga, een jaar later, werd Mulele een van de voornaamste aanhangers van Lumumba, vastbesloten om de strijd voort te zetten. Hij vertrok naar Caïro als vertegenwoordiger van het Congo National Liberation Committee van de Lumumbisten, dat gevestigd was in Brazzaville. In 1963 reisde hij vanuit Caïro naar China om militaire training te ontvangen, waarbij hij ook een groep Congolese jongeren meenam die werden opgeleid in guerrillatactieken. Mulele werd uit ballingschap gelokt nadat Joseph-Désiré Mobutu hem amnestie had beloofd, maar bij zijn terugkeer naar Congo liet Mobutu hem martelen en executeren. Mulele behoorde tot de etnische groep Bapende.

## Carrière

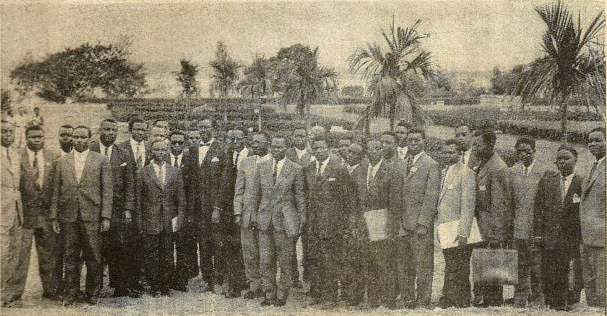
Mulele (derde van rechts) met de regering Lumumba in 1960.

### Simba-opstand
In januari 1964 brak er een nieuw conflict uit toen Congolese rebellen die zichzelf "Simba" noemden (Swahili voor "leeuw") in opstand kwamen tegen de regering. Ze werden geleid door Mulele, Gaston Soumialot en Christophe Gbenye, voormalige leden van Antoine Gizenga's Parti Solidaire Africain (PSA).
Tijdens de Simba-opstand leidde Mulele, die eerder training had gehad in het Oostblok en China, een maoïstische factie in de provincie Kwilu. Dit werd bekend als de Kwilu-opstand. Mulele was een verklaard maoïst, en om deze reden werd zijn opstand gesteund door de Volksrepubliek China. Tegen het einde van april 1964 was de opstand van Mulele enigszins minder gevaarlijk geworden voor de regering. De Sovjet-Unie, met een ambassade in de nationale hoofdstad Leopoldstad, steunde de opstand van Mulele in Kwilu niet en had geen rol in de voorbereiding ervan: het gebrek aan steun van de Sovjets was in de eerste plaats verantwoordelijk voor Mulele die zich tot China wendde als zijn beschermheer.
Desalniettemin hadden de Simba-opstandelingen tegen augustus Stanleystad veroverd en daar een rebellengemeenschap opgezet. Echter, de centrale Congolese regering vroeg om buitenlandse interventie, en de troepen die vochten onder bevel van Soumialot en Gbenye werden in november 1964 verslagen, na intense aanvallen door troepen van de centrale regering onder leiding van buitenlandse huursoldaten. De landing van Belgische parachutisten in Stanleystad bleek ook cruciaal te zijn voor de nederlaag van de rebellen, evenals de essentiële militaire hulp van de Verenigde Staten. Op 24 november 1964 dropten vijf C-130-transportvliegtuigen van de Amerikaanse luchtmacht 350 Belgische parachutisten van het Paracommando Regiment op het vliegveld van Stanleystad om 2.000 Europese burgers die gegijzeld werden door de Simba's te redden. Deze actie maakte de Verenigde Staten destijds erg impopulair in Afrika. Na de nederlaag van de opstand vluchtte Mulele in ballingschap naar Congo-Brazzaville.
In 1968 lokte toenmalig president Joseph-Désiré Mobutu (later Mobutu Sese Seko) Mulele uit ballingschap door hem amnestie te beloven. Mulele keerde terug naar Congo-Leopoldstad, in de overtuiging dat hem amnestie zou worden verleend. In plaats daarvan werd hij openlijk gemarteld en geëxecuteerd: zijn ogen werden uit hun kassen gerukt, zijn geslachtsdelen werden afgerukt en zijn ledematen werden één voor één geamputeerd, allemaal terwijl hij nog in leven was. Wat overbleef werd gedumpt in de Congo-rivier.

### Ideologie en maoïsme
Toen in 1964 de Kwilu-opstand uitbrak, werd de opstand geleid door Mulele op een manier die deed denken aan de Chinese communistische revolutionaire codes. Mulele eiste van zijn strijders dat ze zich aan een zeer strikte morele code hielden, waarbij de nadruk lag op zelfdiscipline en respect voor burgers. De stamboerenstrijders bleken moeilijk onder controle te houden en velen negeerden de bevelen van Mulele. De acht gedragsinstructies die Mulele aan zijn guerrillastrijders gaf, toonden de grote invloed die maoïstische geschriften over de 'volksoorlog' hadden op de Kwilu-opstand. De gedragscode van Mulele was als volgt:
1. Respecteer alle mannen, zelfs de slechte.
2. Koop de goederen van dorpelingen in alle eerlijkheid en zonder te stelen.
3. Geef geleende spullen tijdig en zonder problemen terug.
4. Betaal voor dingen die je kapot hebt gemaakt en met een goed humeur.
5. Doe anderen geen kwaad.
6. Vernietig of vertrap het land van anderen niet.
7. Respecteer vrouwen en vermaak jezelf niet met hen zoals je zou willen.
8. Laat uw krijgsgevangenen niet lijden.

De poging om de maoïstische Chinese praktijk aan te passen aan de Afrikaanse omstandigheden strekte zich ook uit tot Mulele's gebruik van de boeren als steunpilaar van zijn revolutie.

## Privéleven
Mulele werd geboren in Isulu-Matende. Samen met Antoine Gizenga ontving hij zijn vroege middelbare schoolopleiding aan een seminarie in Kinzambi. Hij vervolgde zijn opleiding aan de Ecole Moyenne de Leverville, opgericht door de Huileries du Congo Belge en nog eens drie jaar gecoördineerd onder de Broeders van Liefde.
Hij trouwde met Léonie Abo, een medestrijder die vijf jaar in de ondergrondse rebellenbeweging had doorgebracht naast guerrillastrijders die loyaal waren aan Mulele. In 1968, na de moord op haar man, vluchtte ze naar Congo-Brazzaville, waar ze sindsdien woont. Abo heeft veel moeite gedaan om de nagedachtenis van haar overleden echtgenoot te bewaren. Het Belgische boek Une Femme du Congo (Een Congolese vrouw), van Ludo Martens, vertelt het levensverhaal van Abo.